# H. R. Giger
Hans Ruedi Giger (Chur, 5 de fevereiro de 1940 — Zurique, 12 de maio de 2014) foi um artista plástico suíço com obras no campo da pintura, escultura, design de comunicação e de interiores e cinema. Ligado a corrente do surrealismo e da arte fantástica, Giger cedo se destacou pela sua técnica extrema na utilização do aerógrafo em detrimento do pincel, e, pela sua temática trabalhada nos limites de horror e do erotismo.
Com a utilização da aerografia - técnica muito utilizada pelos pintores hiper-realistas norte-americanos -, conduziu a arte do fantástico para um patamar técnico superior, criando cenários e ambientes "ultra-realistas" incomuns, quase palpáveis. Destas obras destacam-se "masterpieces" como "Birthmachine" de 1967 e "The Spell I" de 1973, entre outras.
Sempre inovador, viria posteriormente a desenvolver inúmeras obras em 3D e mesmo novos processos plásticos, como a utilização de fotocopiadoras xerox como método de obter novos grafismos.
Giger desenhou um dos mais conhecidos monstros da história do cinema, o Alien, vencendo um Oscar de melhores efeitos visuais pelo primeiro filme da série. É dos autores mais copiados e plagiados da Arte Contemporânea.

## Outros trabalhos

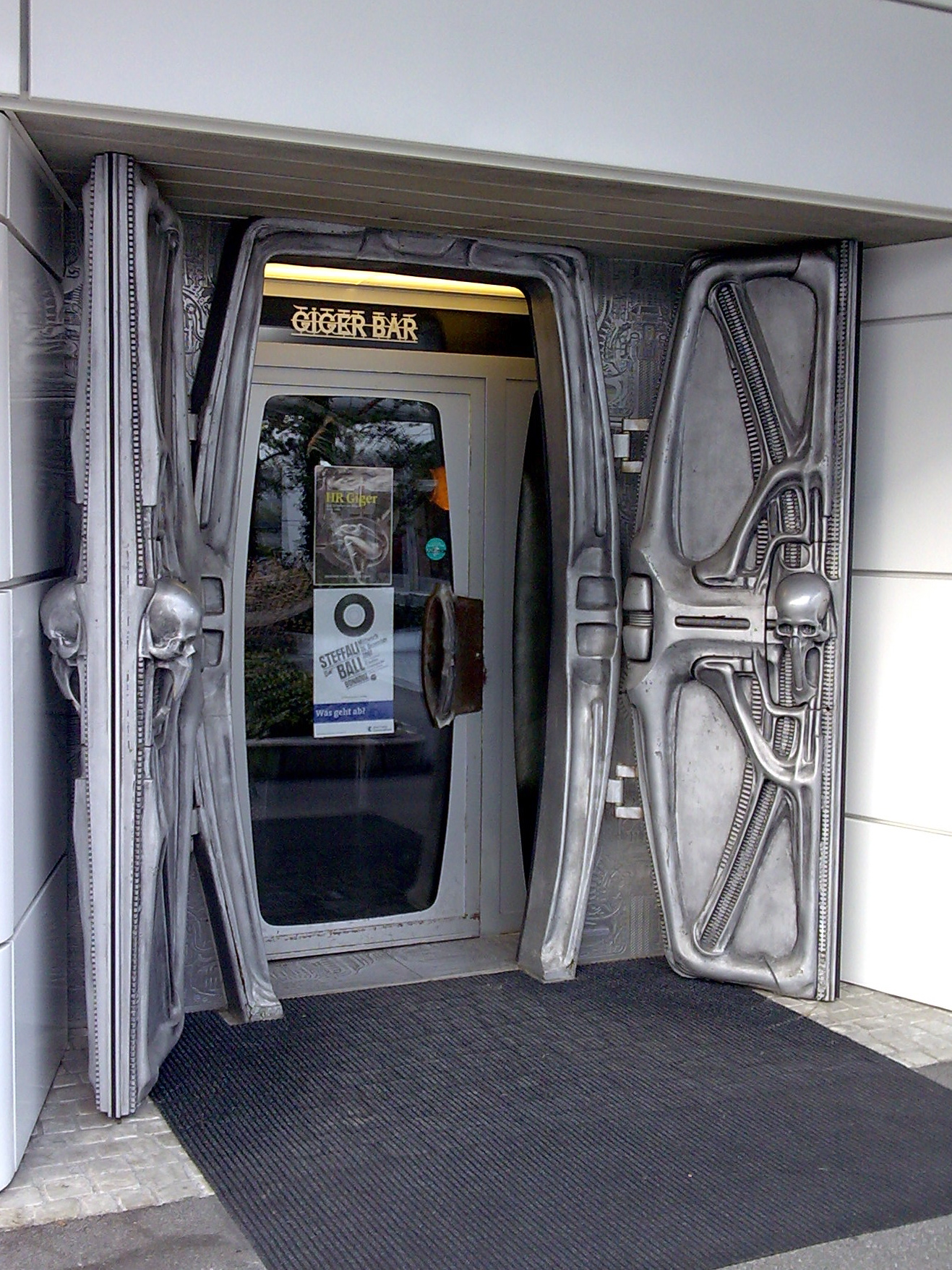
Entrado do Giger Bar em Chur

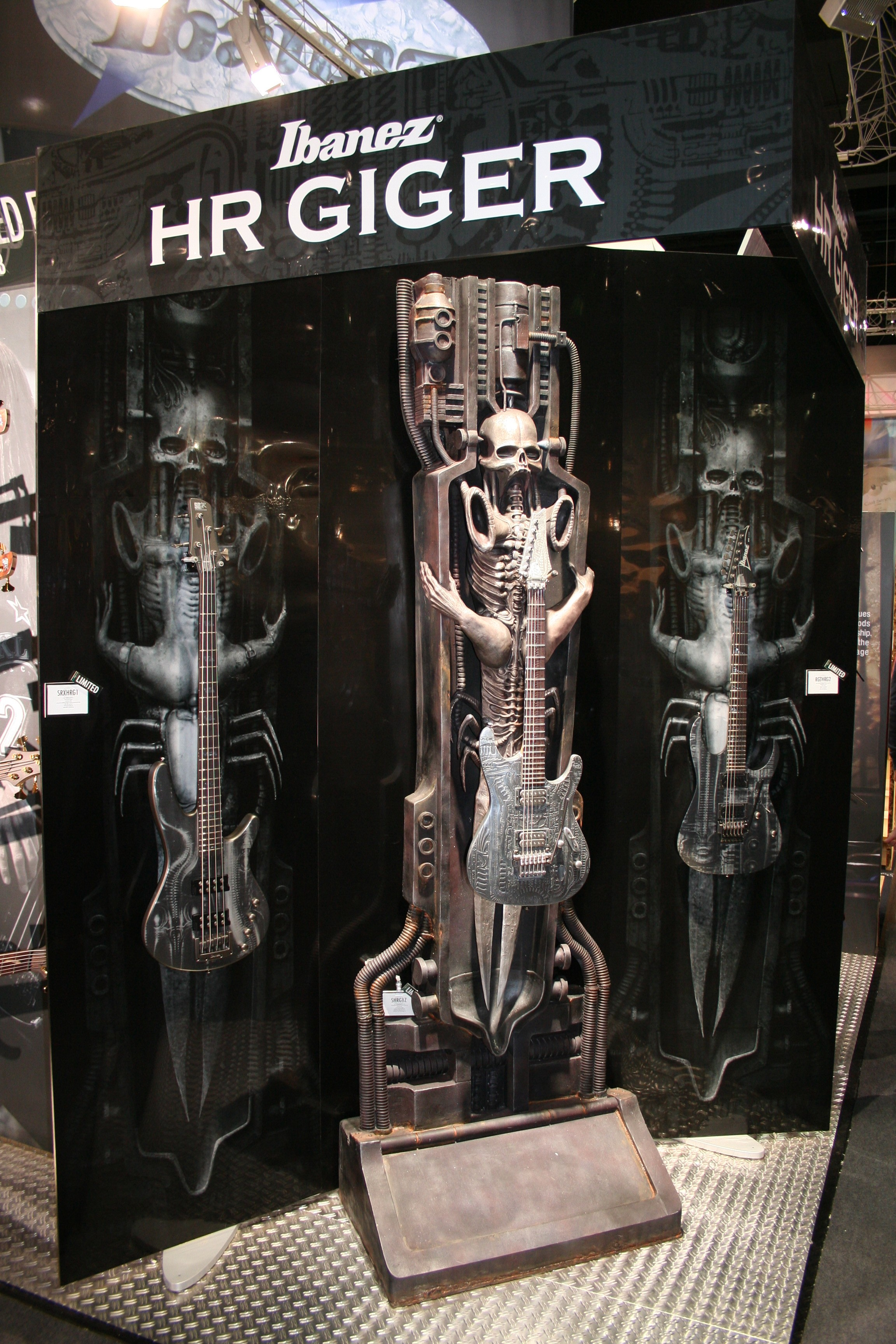
Guitarras e baixos Ibanez por H. R. Giger

Giger dirigiu vários filmes, incluindo Swiss Made (1968), Tagtraum (1973), Giger's Necronomicon (1975) e Giger's Alien (1979).
Giger criou designs de móveis, particularmente a Harkonnen Capo Chair para um filme baseado no romance Dune, que seria dirigido por Alejandro Jodorowsky. Muitos anos depois, David Lynch dirigiu o filme, usando apenas conceitos básicos de Giger. Giger desejava trabalhar com Lynch, como afirmou em um de seus livros que o filme Eraserhead, de Lynch, estava mais próximo do que os próprios filmes de Giger de realizar sua visão.
Giger aplicou seu estilo biomecânico ao design de interiores. Um "Giger Bar" apareceu em Tóquio, mas a realização de seus projetos foi uma grande decepção para ele, uma vez que a organização japonesa por trás do empreendimento não esperou seus projetos finais e, em vez disso, usou os esboços preliminares de Giger. Por esse motivo, Giger repudiou o bar de Tóquio. Os dois bares Giger em sua terra natal, a Suíça, em Gruyères e Chur, foram construídas sob a supervisão rigorosa de Giger e refletem com precisão seus conceitos originais. No The Limelight, em Manhattan, as obras de arte de Giger foram licenciadas para decorar a sala VIP, a capela mais alta da igreja, mas nunca pretendia ser uma instalação permanente e não apresentava semelhança com os bares da Suíça. O acordo foi rescindido após dois anos, quando o Limelight foi fechado.
A arte de Giger influenciou bastante os tatuadores e fetichistas em todo o mundo. Sob um acordo de licenciamento, as guitarras da Ibanez lançaram uma série de assinatura HR Giger: o Ibanez ICHRG2, um Ibanez Iceman, apresenta "NY City VI", o Ibanez RGTHRG1 tem "NY City XI" impresso, o S Series SHRG1Z possui revestimento metálico. a gravação de "Matriz Biomecânica" e um baixo SRX de 4 cordas, SRXHRG1, tem "NY City X".
Giger é frequentemente referido na cultura popular, especialmente em ficção científica e cyberpunk. William Gibson (que escreveu um roteiro inicial para Alien 3) ficou particularmente fascinado: Um personagem menor de Virtual Light, Lowell, é descrito como tendo Nova York XXIV tatuada nas costas, e em Idoru um personagem secundário, Yamazaki, descreve os edifícios de nanotecnologia do Japão como Gigeresca.

### Filmes
- Dune (designs para a adaptação não produzida de Alejandro Jodorowsky do romance de Frank Herbert; o filme Duna foi feito posteriormente em uma adaptação por David Lynch)[6]
- Alien (projetou, entre outras coisas, a criatura Alien, a espaçonave "The Derelict", e o piloto fossilizado dessa, o "Space Jockey")[7]
- Aliens (creditado apenas pela criação da criatura)
- Alien 3 (projetou a forma de corpo parecida com um cachorro do Alien, além de uma série de conceitos não utilizados, muitos mencionados nos extras do DVD de Alien 3, apesar de não ter sido creditado na versão de cinema)
- Alien Resurrection (creditado apenas pela criação da criatura)
- Alien vs. Predator (creditado apenas pela criação da criatura)
- Aliens vs. Predator: Requiem (creditado apenas pela criação da criatura)
- Poltergeist II: The Other Side
- Killer Condom (consultor criativo, cenografia)[8][9]
- Species (projetou Sil e o Trem Fantasma em uma sequência de sonho)
- Species II (projetou as criaturas Eve e Patrick, baseados na Sil do primeiro Species)
- Batman Forever (design não utilizado de um Batmóvel radicalmente diferente)[10]
- Future-Kill (arte projetada para o pôster do filme)
- Tokyo: The Last Megalopolis (designs de criaturas)[11]
- Prometheus (O filme inclui os designs da nave espacial "The Derelict" e "Space Jockey" do primeiro filme Alien, bem como um design de "Templo" do projeto fracassado da Duna de Jodorowskye murais extraterrestres originais criados exclusivamente para Prometheus , com base na arte conceitual de Alien. Ao contrário de Alien Resurrection, o filme Prometheus atribuiu a HR Giger os designs originais.)[12]
- Alien: Covenant (to filme inclui a nave espacial "The Derelict" e os designs "Space Jockey" do primeiro filme Alien)

### Trabalho para artistas
- Celtic Frost: To Mega Therion
- Magma: Attahk

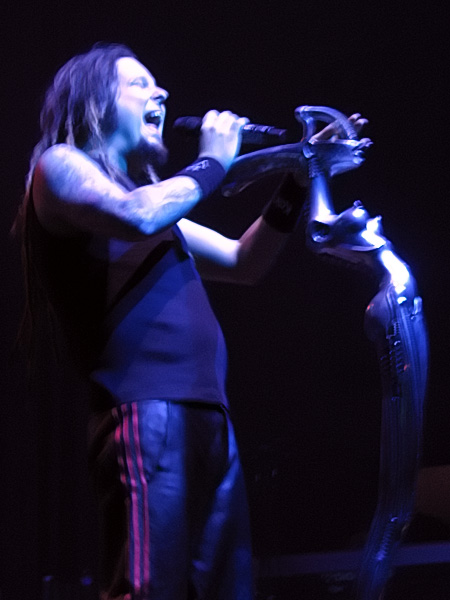
Jonathan Davis com seu pedestal de microfone

- Emerson, Lake & Palmer: Brain Salad Surgery
- Floh de Cologne: Mumien
- Steve Stevens' Atomic Playboys
- Deborah Harry, álbum dos Dead Kennedys, inserção de pôster de Landscape XX (que levou a um julgamento por obscenidade)
- hide: Hide Your Face
- Carcass: Heartwork
- Danzig: Danzig III: How the Gods Kill
- Dead Kennedys - álbum Frankenchrist, Inserção de pôster de Landscape XX (que levou a um julgamento por obscenidade Poster)
- Atrocity – Hallucinations
- Korn's Jonathan Davis contratou Giger para projetar e esculpir um pedestal de microfone, com a exigência de que seja biomecânico, erótico e móvel. O contrato permitia a fabricação de cinco suportes de microfone de alumínio, mas Davis comprou apenas dois dos três aos quais tinha direito. O design do pedestal do microfone foi posteriormente adaptado para a Rainha Núbia de Giger , transformando-o em uma escultura de belas artes.[13]
- Ajudou a projetar o primeiro videoclipe profissional de "Böhse Onkelz" chamado "Dunkler Ort" (dark location) de seu álbum Ein böses Märchen ... aus tausend finsteren Nächten , que foi lançado em 2000.
- Ibanez Guitars lançou uma série de modelos de assinatura HR Giger com arte no corpo.[14]
- Island: "Pictures"
- Triptykon: Eparistera Daimones
- Triptykon: Melana Chasmata

### Decoração de interiores
- Bares Giger em Chur e Gruyères na Suíça
- Maison d'Ailleurs (House of Elsewhere) em Yverdon-les-Bains

### Vídeo games
- Dark Seed e sua sequência, Dark Seed II, ambos jogos de aventura para Amiga, Macintosh e PC, foram desenvolvidos pela Cyberdreams e baseados diretamente nas informações de Giger.[15]